# Hinduja Cargo Services
Hinduja Cargo Services est une compagnie aérienne de fret dont le siège social se situe à New Delhi, en Inde. L'entreprise a été fondée en 1996 par le groupe Hinduja et la compagnie aérienne allemande Lufthansa Cargo. La compagnie disparait en 2001.

## Historique
En juillet 1999, le vol Lufthansa Cargo 8533 s'est écrasé sur une colline après son décollage de Katmandou, au Népal,.